# Bathymaster
Bathymaster is een geslacht van straalvinnige vissen uit de familie van bathymasteriden (Bathymasteridae). Het geslacht is voor het eerst wetenschappelijk beschreven in 1873 door Cope.

## Soorten
- Bathymaster caeruleofasciatus Gilbert & Burke, 1912
- Bathymaster derjugini Lindberg, 1930
- Bathymaster leurolepis McPhail, 1965
- Bathymaster signatus Cope, 1873